# Jennifer, l'enfer !
 (mai 2025).
Motif : Absence de sources
- Archive Wikiwix
- Bing
- Cairn
- DuckDuckGo
- E. Universalis
- Gallica
- Google
- G. Books
- G. News
- G. Scholar
- Persée
- Qwant
- (zh) Baidu
- (ru) Yandex
- (wd) trouver des œuvres sur Wikidata

| 1. | Préciser le motif de la pose du bandeau. | Précisez le motif de la pose du bandeau en utilisant la syntaxe suivante : {{admissibilité à vérifier\|date=mai 2025\|motif=remplacez ce texte par le motif}}                            |
| 2. | Informer les utilisateurs concernés.     | Pensez à avertir le créateur de l'article, par exemple, en insérant le code ci-dessous sur sa page de discussion : {{subst:avertissement admissibilité à vérifier\|Jennifer, l'enfer !}} |

Jennifer, l'enfer ! est un roman pour la jeunesse de Fanny Joly paru pour la première fois dans le magazine Je Bouquine no 120 en février 1994 avec de nombreuses illustrations de François Avril.
Faisant ensuite partie des titres de la collection « Délires » chez Bayard, il a été édité avec une couverture signée Matthieu Blanchin (les quelques illustrations intérieures restant celle de François Avril) puis réédité avec une couverture et des illustrations intérieures de Catel. 

## Synopsis
Marion, nulle en anglais (c'est la prof qui le dit… et qui l'écrit sur son bulletin !), essayant d'apprendre ses verbes irréguliers, se plaint du saxophone de son frère Charles. M. Girardon, le père des deux adolescents, propose alors que sa famille accueille Jennifer, la fille de son patron anglais, pour des vacances en France qui aideront Marion à élever son propre niveau en langue étrangère.
Lorsque Jennifer arrive, les enfants Girardon n'ont qu'une idée en tête : la faire partir le plus vite possible. Mais l'invitée trouve tout formidable, y compris les pires corvées. Elle risque donc de leur faire vivre un enfer…